# Cerro Tanaro
Cerro Tanaro – miejscowość i gmina we Włoszech, w regionie Piemont, w prowincji Asti.
Według danych na styczeń 2009 gminę zamieszkiwało 656 osób przy gęstości zaludnienia 139,9 os./1 km².